# Phylan
Phylan är ett släkte av skalbaggar som beskrevs av Pierre François Marie Auguste Dejean 1821. Phylan ingår i familjen svartbaggar.
Släktet innehåller bara arten Phylan gibbus.

## Bildgalleri

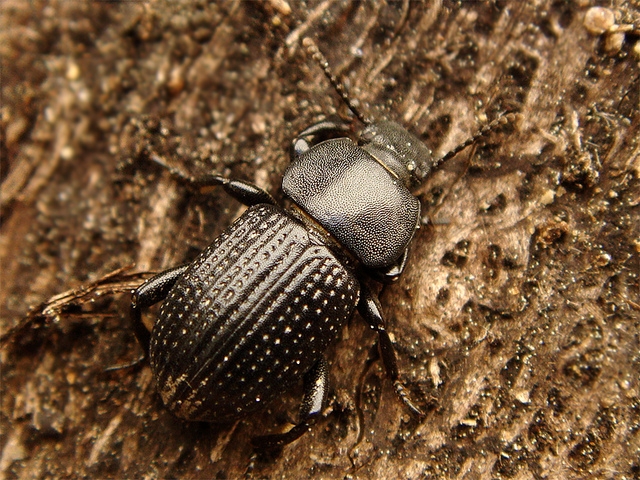
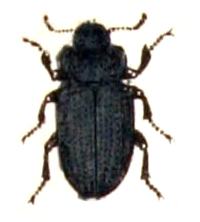
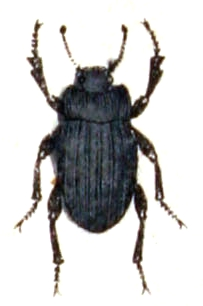